# Campionato italiano di calcio da tavolo 1981
Il settimo campionato italiano di Subbuteo agonistico (calcio da tavolo) venne organizzano dalla F.I.C.M.S. all’Aquila nel 1981. La gara fu suddivisa nella categoria "Seniores" e nella categoria "Juniores". Quest'ultima riservata ai giocatori "Under16".

## Medagliere
| Pos. | Regione        |   |   |   | Totale |
| ---- | -------------- | - | - | - | ------ |
| 1    | Abruzzo        | 1 | 0 | 1 | 2      |
| 2    | Emilia-Romagna | 1 | 0 | 0 | 1      |
| 3    | Lombardia      | 0 | 2 | 0 | 2      |
| 4    | Campania       | 0 | 0 | 1 | 1      |

## Risultati

### Categoria Seniores

#### Girone A
- Manfioletti - Paolo Casali 1-3
- Nicola Di Lernia - Riccardo Marone 1-0
- Manfioletti - Nicola Di Lernia 0-2
- Paolo Casali - Riccardo Marone 1-0
- Manfioletti - Riccardo Marone 4-6
- Paolo Casali - Nicola Di Lernia 0-1

#### Girone B
- Salvatore Cundari - Alessandro Benedetti 1-2
- Andrea Antiga - Luigi Bolognini 1-0
- Salvatore Cundari - Andrea Antiga 6-2
- Alessandro Benedetti - Giuseppe Ogno 1-2
- Salvatore Cundari - Luigi Bolognini 1-3
- Andrea Antiga - Giuseppe Ogno 3-2
- Salvatore Cundari - Giuseppe Ogno 1-0
- Alessandro Benedetti - Luigi Bolognini 1-0
- Alessandro Benedetti - Andrea Antiga 2-2
- Luigi Bolognini - Giuseppe Ogno 3-5

#### Girone C
- Stefano De Francesco - Giancarlo Potecchi 1-4
- Marino Ziz - Marco Baj 1-6
- Stefano De Francesco - Marino Ziz 0-2
- Giancarlo Potecchi - Ferlito 7-0
- Stefano De Francesco - Ferlito 4-2
- Stefano De Francesco - Ferlito 4-0
- Giancarlo Potecchi - Marco Baj 3-0
- Giancarlo Potecchi - Marino Ziz 3-2
- Marco Baj - Ferlito	5-2

#### Girone D
- Renzo Frignani - Pasquale Bartolo 5-3
- Esposito - Fabrizio Sonnino 0-2
- Renzo Frignani - Esposito 11-2
- Pasquale Bartolo - Davide Massino 2-4
- Renzo Frignani - Fabrizio Sonnino 6-1
- Esposito - Davide Massino 0-7
- Renzo Frignani - Davide Massino 3-2
- Pasquale Bartolo - Fabrizio Sonnino 3-3
- Pasquale Bartolo - Esposito	5-2
- Fabrizio Sonnino - Davide Massino 3-3

#### Quarti di finale
- Nicola Di Lernia - Andrea Antiga 1-2
- Giancarlo Potecchi - Davide Massino 3-0
- Marco Baj - Renzo Frignani 2-7
- Paolo Casali - Alessandro Benedetti 1-0

#### Semifinali
- Andrea Antiga - Giancarlo Potecchi 0-4
- Paolo Casali - Renzo Frignani 2-3

#### Finali
Finale 7º/8º posto
Nicola Di Lernia - Alessandro Benedetti 2-0
Finale 5º/6º posto
Davide Massino - Marco Baj 2-0
Finale 3º/4º posto
Andrea Antiga - Paolo Casali 1-0
Finale 1º/2º posto
Renzo Frignani - Giancarlo Potecchi 3-2 d.t.s.

### Categoria Juniores

#### Girone A
- Francesco Biagini - Tommaso Damiani 3-5
- Fabio Belloni - Paolo Zappino 2-2
- Francesco Biagini - Fabio Belloni 4-1
- Tommaso Damiani - Paolo Zappino 1-0
- Francesco Biagini - Paolo Zappino 5-2
- Tommaso Damiani - Fabio Belloni 1-2

#### Girone B
- Bonaccorsi - De Petris 0-2
- Marcello Cotugno - Licata	4-0
- Bonaccorsi - Marcello Cotugno 1-5
- Bonaccorsi - Licata 3-3
- De Petris - Licata 2-1
- De Petris - Marcello Cotugno 2-5

#### Girone C
- Enrico - Massimo Averno 1-6
- Pierpaolo Pesce - Bonifacio 2-0
- Enrico - Pierpaolo Pesce 0-5
- Enrico - Bonifacio 3-2
- Massimo Averno - Bonifacio	4-3
- Massimo Averno - Pierpaolo Pesce 2-5

#### Girone D
- Corrias - Aldo Maggi 1-5
- Luca Mancini - Lo Sardo 5-0
- Corrias - Luca Mancini 1-2
- Corrias - Lo Sardo 2-1
- Aldo Maggi - Lo Sardo 7-0
- Aldo Maggi - Luca Mancini 1-0

#### Quarti di finale
- Francesco Biagini - De Petris 4-1
- Luca Mancini - Pierpaolo Pesce 2-3 d.c.r.
- Massimo Averno - Aldo Maggi 1-4
- Tommaso Damiani - Marcello Cotugno 1-2

#### Semifinali
- Francesco Biagini - Pierpaolo Pesce 0-4
- Marcello Cotugno - Aldo Maggi 1-2

#### Finali
Finale 7º/8º posto
Tommaso Damiani - De Petris 2-0
Finale 5º/6º posto
Massimo Averno - Luca Mancini 4-3
Finale 3º/4º posto
Marcello Cotugno - Francesco Biagini 2-1
Finale 1º/2º posto
Pierpaolo Pesce - Aldo Maggi 4-0 d.t.s.